# بورت ديكنسون (نيويورك)
بورت ديكنسون (بالإنجليزية: Port Dickinson, New York)‏ هي منطقة سكنية تقع في الولايات المتحدة في مقاطعة بروم، نيويورك. يقدر عدد سكانها بـ 1,641 نسمة ومساحتها 1.9 كم2 وترتفع عن سطح البحر 263 متر.

## التركيبة السكانية
حدّد مكتب تعداد الولايات المتحدة بيانات التركيبة السكانية لبورت ديكنسون في تعداد الولايات المتحدة. في ما يلي، التركيبة السكانية حسب تعدادي 2000 و2010.

### تعداد عام 2000
بلغ عدد سكان بورت ديكنسون 1,697 نسمة بحسب تعداد عام 2000، وبلغ عدد الأسر 734 أسرة وعدد العائلات 439 عائلة مقيمة في القرية. في حين سجلت الكثافة السكانية 937.6 نسمة لكل كيلومتر مربع (2,428.4/ميل2). وبلغ عدد الوحدات السكنية 799 وحدة بمتوسط كثافة قدره 441.4 لكل كيلومتر مربع (1,143.2/ميل2).
وتوزع التركيب العرقي للقرية بنسبة 96.70% من البيض و1.24% من الأمريكيين الأفارقة و0.12% من الأمريكيين الأصليين و0.35% من الأمريكيين ذوي الأصول الآسيوية و0.41% من الأعراق الأخرى و1.18% من عرقين مختلطين أو أكثر و0.53% من الهسبانيون أو اللاتينيون من أي عرق.
بلغ عدد الأسر 734 أسرة كانت نسبة 33.9% منها لديها أطفال تحت سن الثامنة عشر تعيش معهم، وبلغت نسبة الأزواج القاطنين مع بعضهم البعض 42.8% من أصل المجموع الكلي للأسر، ونسبة 14.4% من الأسر كان لديها معيلات من الإناث دون وجود شريك، بينما كانت نسبة 2.6% من الأسر لديها معيلون من الذكور دون وجود شريكة وكانت نسبة 40.2% من غير العائلات. تألفت نسبة 34.3% من أصل جميع الأسر من عدة أفراد يعيشون في نفس المنزل ونسبة 15.5% كانت تتألف من شخص يعيش بمفرده يبلغ من العمر 65 عاماً أو أكثر. وبلغ متوسط حجم الأسرة المعيشية 2.31، أما متوسط حجم العائلات فبلغ 3.00.
بلغ العمر الوسطي للسكان 37.7 عاماً. وكانت نسبة 26.5% من القاطنين تحت سن الثامنة عشر، وكانت نسبة 7.3% بين الثامنة عشر والرابعة والعشرين عاماً، ونسبة 27.9% كانت واقعةً في الفئة العمرية ما بين الخامسة والعشرين والرابعة والأربعين عاماً، ونسبة 22.3% كانت ما بين الخامسة والأربعين والرابعة والستين، ونسبة 16% كانت ضمن فئة الخامسة والستين عاماً فما فوق. يوجد لكل 100 أنثى 86.9 ذكر، ويوجد لكل 100 أنثى في الثامنة عشر من عمرها فما فوق 76.9 ذكر.
بلغ متوسط دخل الأسرة في القرية 38,393 دولارًا، أما متوسط دخل العائلة فبلغ 44,779 دولارًا. وكان متوسط دخل الذكور 35,870 دولارًا مقابل 25,726 دولارًا للإناث. وسجل دخل الفرد الخاص بالقرية 19,667 دولارًا. وكانت نسبة 3.4% من العائلات ونسبة 5.7% من السكان تحت خط الفقر، وكان من هؤلاء نسبة 6.3% تحت سن الثامنة عشر ونسبة 6.2% في الخامسة والستين من العمر وما فوق.

### تعداد عام 2010
بلغ عدد سكان بورت ديكنسون 1,641 نسمة بحسب تعداد عام 2010، وبلغ عدد الأسر 739 أسرة وعدد العائلات 415 عائلة مقيمة في القرية. في حين سجلت الكثافة السكانية 906.6 نسمة لكل كيلومتر مربع (2,348.1/ميل2). وبلغ عدد الوحدات السكنية 782 وحدة بمتوسط كثافة قدره 432 لكل كيلومتر مربع (1,118.9/ميل2).
وتوزع التركيب العرقي للقرية بنسبة 95.12% من البيض و2.01% من الأمريكيين الأفارقة و0.61% من الأمريكيين ذوي الأصول الآسيوية و0.18% من الأعراق الأخرى و2.07% من عرقين مختلطين أو أكثر و1.10% من الهسبانيون أو اللاتينيون من أي عرق.
بلغ عدد الأسر 739 أسرة كانت نسبة 29% منها لديها أطفال تحت سن الثامنة عشر تعيش معهم، وبلغت نسبة الأزواج القاطنين مع بعضهم البعض 36.7% من أصل المجموع الكلي للأسر، ونسبة 15.2% من الأسر كان لديها معيلات من الإناث دون وجود شريك، بينما كانت نسبة 4.3% من الأسر لديها معيلون من الذكور دون وجود شريكة وكانت نسبة 43.8% من غير العائلات. تألفت نسبة 37.2% من أصل جميع الأسر من عدة أفراد يعيشون في نفس المنزل ونسبة 12.7% كانت تتألف من شخص يعيش بمفرده يبلغ من العمر 65 عاماً أو أكثر. وبلغ متوسط حجم الأسرة المعيشية 2.22، أما متوسط حجم العائلات فبلغ 2.91.
بلغ العمر الوسطي للسكان 39.8 عاماً. وكانت نسبة 22.3% من القاطنين تحت سن الثامنة عشر، وكانت نسبة 9.1% بين الثامنة عشر والرابعة والعشرين عاماً، ونسبة 26% كانت واقعةً في الفئة العمرية ما بين الخامسة والعشرين والرابعة والأربعين عاماً، ونسبة 27.4% كانت ما بين الخامسة والأربعين والرابعة والستين، ونسبة 15.2% كانت ضمن فئة الخامسة والستين عاماً فما فوق. وتوزع التركيب الجنسي للسكان بنسبة 45.6% ذكور و54.4% إناث.